# Fenton (Michigan)
Fenton ist eine Stadt in Michigan in den Vereinigten Staaten.  Sie liegt größtenteils im Genesee County, mit kleinen Anteilen im benachbarten Oakland County und Livingston County. Laut dem United States Census Bureau hat die Stadt eine Gesamtfläche von 17,4 km² mit 12.347 Einwohnern im Jahr 2019.

## Geschichte
Die Siedlung wurde 1834 gegründet und hieß ursprünglich Dibbleville nach Clark Dibble, einem der ersten Siedler. Es wurde 1837 als Fentonville von William M. Fenton gegründet, der später Vizegouverneur von Michigan werden sollte. Als die Siedlung 1863 zum Dorf erhoben wurde, wurde der Name Fenton verwendet. Das Postamt der Siedlung verwendete den Namen Fentonville von 1837 bis 1886, als es den aktuellen Namen annahm.

## Demografie
Nach einer Schätzung von 2019 leben in Fenton 11.403 Menschen. Die Bevölkerung teilt sich auf in 94,9 % Weiße, 1,2 % Afroamerikaner und 3,6 % mit zwei oder mehr Ethnizitäten. Hispanics und Latinos aller Ethnien machten 3,6 % der Bevölkerung aus. Das mittlere Haushaltseinkommen lag bei 63.036 US-Dollar und die Armutsquote bei 11,1 %.

## Persönlichkeiten
- Charles Crawford Davis (1893–1966), Tontechniker und Oscar-Preisträger
- Marianne Martin (* 1957), Radrennfahrerin
- Bobby Reynolds (* 1967), Eishockeyspieler